# Vaasa Areena
Die Vaasa Areena (deutsch Vaasa-Arena, offiziell: Vaasan Sähkö Areena) ist eine Eissporthalle in der finnischen Stadt Vaasa. Sie wurde 1971 erbaut und bietet 4448 Zuschauern Platz, davon 2377 auf Sitz- und auf 1971 Stehplätzen. Die Logen verfügen über 100 Plätze. Sie wird hauptsächlich für Eishockeyspiele genutzt. Der Eishockeyclub Vaasan Sport, der in der Liiga spielt, trägt in der Arena seine Heimspiele aus. Des Weiteren nutzt der KoMu HT (II-divisioona) die Halle. Die Waasa Red Ducks trugen während ihres Bestehens ihre Partien in der Vaasa Areena aus.

## Galerie

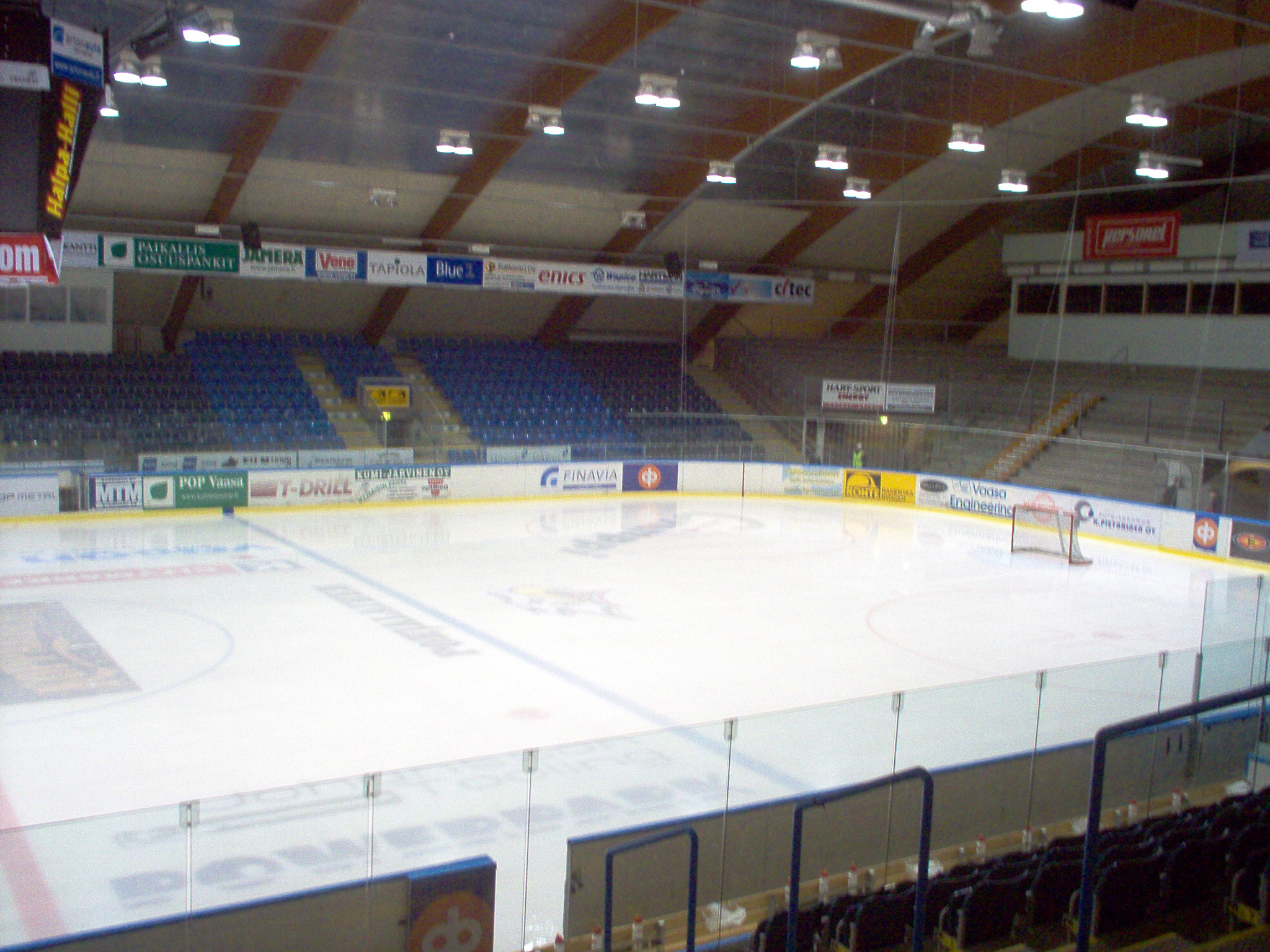
Innenansicht der Vaasa Areena